# Lijst van voetbalinterlands Namibië - Zimbabwe
Deze lijst van voetbalinterlands is een overzicht van alle officiële voetbalwedstrijden tussen de nationale teams van Namibië en Zimbabwe. De landen hebben tot op heden veertien keer tegen elkaar gespeeld. De eerste wedstrijd vond plaats op 16 maart 1997 in Windhoek, tijdens de COSAFA Cup 1997. Het laatste duel, een kwalificatiewedstrijd voor de Afrika Cup 2025, werd gespeeld in Johannesburg (Zuid-Afrika) op 14 oktober 2024.

## Wedstrijden
| №  | Plaats         | Datum            | Competitie                                        | Wedstrijd          | Uitslag |
| -- | -------------- | ---------------- | ------------------------------------------------- | ------------------ | ------- |
| 1  | Windhoek       | 16 maart 1997    | COSAFA Cup 1997                                   | Namibië − Zimbabwe | 2 − 1   |
| 2  | Harare         | 19 januari 1998  | COSAFA Cup 1998                                   | Zimbabwe − Namibië | 5 − 2   |
| 3  | Windhoek       | 21 maart 2000    | Vriendschappelijk                                 | Namibië − Zimbabwe | 2 − 1   |
| 4  | Bulawayo       | 14 mei 2000      | COSAFA Cup 2000                                   | Zimbabwe − Namibië | 3 − 2   |
| 5  | Harare         | 15 november 2006 | Vriendschappelijk                                 | Zimbabwe − Namibië | 3 − 2   |
| 6  | Harare         | 8 juni 2008      | WK 2010 kwalificatie                              | Zimbabwe − Namibië | 2 − 0   |
| 7  | Windhoek       | 11 oktober 2008  | WK 2010 kwalificatie                              | Namibië − Zimbabwe | 4 − 2   |
| 8  | Saulspoort     | 21 mei 2015      | COSAFA Cup 2015                                   | Namibië − Zimbabwe | 4 − 1   |
| 9  | Windhoek       | 16 juli 2017     | African Championship of Nations 2018 kwalificatie | Namibië − Zimbabwe | 1 − 0   |
| 10 | Harare         | 23 juli 2017     | African Championship of Nations 2018 kwalificatie | Zimbabwe − Namibië | 1 − 0   |
| 11 | Windhoek       | 11 november 2017 | Vriendschappelijk                                 | Namibië − Zimbabwe | 3 − 1   |
| 12 | Port Elizabeth | 11 juli 2021     | COSAFA Cup 2021                                   | Namibië − Zimbabwe | 2 − 0   |
| 13 | Johannesburg   | 10 oktober 2024  | Afrika Cup 2025 kwalificatie                      | Namibië − Zimbabwe | 0 − 1   |
| 14 | Johannesburg   | 14 oktober 2024  | Afrika Cup 2025 kwalificatie                      | Zimbabwe − Namibië | 3 − 1   |

## Samenvatting
| Competitie                                   | Totaal gespeeld | Winst Namibië | Gelijk | Winst Zimbabwe | Doelsaldo Namibië – Zimbabwe |
| -------------------------------------------- | --------------- | ------------- | ------ | -------------- | ---------------------------- |
| WK-kwalificatie                              | 2               | 1             | 0      | 1              | 4 − 4                        |
| Afrika Cup-kwalificatie                      | 2               | 0             | 0      | 2              | 1 − 4                        |
| African Championship of Nations-kwalificatie | 2               | 1             | 0      | 1              | 1 − 1                        |
| COSAFA Cup                                   | 5               | 3             | 0      | 2              | 12 − 10                      |
| Vriendschappelijk                            | 3               | 2             | 0      | 1              | 7 − 5                        |
| Totaal                                       | 14              | 7             | 0      | 7              | 25 − 24                      |

NFA · 
Namibisch vrouwenelftal
1990 – 1999 ·
2000 – 2009 ·
2010 – 2019 ·
2020 − 2029
1990 · 
1991 · 
1992 · 
1993 · 
1994 · 
1995 · 
1996 · 
1997 · 
1998 · 
1999 · 
2000 · 
2001 · 
2002 · 
2003 · 
2004 · 
2005 · 
2006 · 
2007 · 
2008 · 
2009 · 
2010 · 
2011 · 
2012 · 
2013 · 
2014 ·
2015 ·
2016 ·
2017 ·
2018 ·
2019 ·
2020 ·
2021 ·
2022 ·
2023
Algerije ·
Angola ·
Benin ·
Botswana ·
Burkina Faso ·
Burundi ·
Comoren ·
Congo-Brazzaville ·
Congo-Kinshasa ·
Djibouti ·
Egypte ·
Equatoriaal-Guinea ·
Eritrea ·
Ethiopië ·
Gabon ·
Gambia ·
Ghana ·
Guinee ·
Guinee-Bissau ·
India ·
Ivoorkust ·
Kameroen ·
Kenia ·
Lesotho ·
Libanon ·
Liberia ·
Libië ·
Madagaskar ·
Malawi ·
Mali ·
Marokko ·
Mauritius ·
Mozambique ·
Niger ·
Nigeria ·
Oeganda ·
Rwanda ·
Saoedi-Arabië ·
Sao Tomé en Principe ·
Senegal ·
Seychellen ·
Swaziland ·
Tanzania ·
Togo ·
Tsjaad ·
Tunesië ·
Zambia ·
Zimbabwe ·
Zuid-Afrika
ZFA ·
Bondscoaches ·
Selecties · 
Topscorers · 
Zimbabwaans vrouwenelftal
1980 – 1989 · 
1990 – 1999 · 
2000 – 2009 · 
2010 – 2019 ·
2020 − 2029
1980 · 
1981 · 
1982 · 
1983 · 
1984 · 
1985 · 
1986 · 
1987 · 
1988 · 
1989 · 
1990 · 
1991 · 
1992 · 
1993 · 
1994 · 
1995 · 
1996 · 
1997 · 
1998 · 
1999 · 
2000 · 
2001 · 
2002 · 
2003 · 
2004 · 
2005 · 
2006 · 
2007 · 
2008 · 
2009 · 
2010 · 
2011 · 
2012 · 
2013 · 
2014 ·
2015 ·
2016 ·
2017 ·
2018 · 
2019 ·
2020 ·
2021 ·
2022 ·
2023
Algerije ·
Angola ·
Australië ·
Bahrein ·
Benin ·
Bosnië en Herzegovina · 
Botswana ·
Brazilië · 
Burkina Faso ·
Burundi ·
Centraal-Afrikaanse Republiek ·
China ·
Comoren ·
Congo-Brazzaville ·
Congo-Kinshasa ·
Djibouti ·
Egypte ·
Eritrea ·
Ethiopië ·
Gabon ·
Ghana ·
Guinee ·
Indonesië ·
Ivoorkust ·
Jordanië ·
Kaapverdië ·
Kameroen ·
Kenia ·
Koeweit ·
Lesotho ·
Liberia ·
Libië ·
Madagaskar ·
Malawi ·
Mali ·
Marokko ·
Mauritanië ·
Mauritius ·
Mozambique ·
Namibië ·
Nigeria ·
Oeganda ·
Oman ·
Rwanda ·
Qatar ·
Saoedi-Arabië ·
Senegal ·
Seychellen ·
Soedan ·
Somalië ·
Swaziland ·
Tanzania ·
Togo ·
Tunesië ·
Vietnam ·
Zaïre ·
Zambia ·
Zuid-Afrika · 
Zwitserland